# Lucius Verus
Lucius Verus, egentligen Lucius Ceonius Commodus, adopterad som Lucius Aelius Aurelius Commodus, blev kejsare som Imperator Caesar Lucius Aurelius Verus Augustus, född 15 december 130 i Rom, död 23 januari 169 i slaganfall i Altinum, var romersk kejsare från den 8 mars 161 fram till sin död. Lucius Verus var medregent med sin äldre adoptivbror Marcus Aurelius. Han gifte sig med Marcus Aurelius dotter Lucilla.

## Vägen till makten
Lucius Verus var son till senatorn Lucius Ceionius Commodus som Hadrianus adopterat som sin efterträdare. Efter faderns död blev Lucius Verus och Marcus Aurelius adopterade av Antoninus Pius på order av Hadrianus. Det är tydligt att Marcus Aurelius favoriserades av kejsaren Antoninus Pius. Marcus blev konsul när han var 18; Lucius fick vänta tills han var 24. Antoninus lät dessutom slå upp förlovningen mellan Marcus och Lucius syster; något som ledde till ett ansträngt förhållande adoptivbröderna emellan. När Antoninus dog rådde det ingen tvekan om vem han ville skulle bli kejsare men Marcus Aurelius övertalade senaten att ge Lucius kejsartitlarna Caesar och Augustus och lät praetorianerna utropa båda till imperator.

## Som kejsare
År 161 ledde konflikten med Partien om Armeniens status till att parterna invaderade den romerska lyd- och buffertstaten. De båda kejsarna beslutade att Lucius skulle åka dit själv och leda trupperna. Han anlände till Syria år 162. Följande år återtogs den armeniska huvudstaden. År 165 erövrade den romerske generalen Avidius Cassius den partiska huvudstaden och lade kungapalatset i ruiner. Kriget var en stor framgång, men mest på grund av de skickliga romerska generalerna. Lucius återvände till Rom 166 för att hyllas, på eget initiativ tillsammans med sin bror.
Glädjen blev dock kortvarig. Med sig hem hade soldaterna tagit pesten, vilket ledde till en förödande epidemi 167 och nya utbrott under de kommande tio åren. År 166 inleddes en serie av germanska angrepp längs Donaufronten. Kejsarna åkte tillsammans för att försvara riket. När de kom fram till fronten, var dock stridigheterna över. Expeditionen skulle bli Lucius Verus sista resa. Han dog i början av år 169 i Altium i sviterna av ett slaganfall.
Lucius Verus gudaförklarades som Divus Verus.